# Palais de Krishnapuram
Le  palais de Krishnapuram  (malayalam : കൃഷ്ണപുരം കൊട്ടാരം ou Krishnapuram Kottaram, anglais : Krishnapuram Palace) est un ancien palais du Kerala, dont les locaux sont occupés par un musée d'archéologie. Il est situé dans le faubourg de Krishnapuram, à Kayamkulam (district d'Alappuzha).

## Histoire
Le palais actuel a été construit au XVIIIe siècle sous le règne du roi Marthanda Varma, souverain de Travancore, à la suite de la conquête de la région, en 1746, alors sous autorité de l'État d'Odanad (Kayamkulam). Il remplaçait un palais plus ancien, bâti par le roi d'Odanad Veera Ravi Varma.
C'était initialement un petit palais de plain-pied, connu sous le nom d'Ettukettu dans l'architecture kéralaise, construit entre 1750 et 1753 sous la direction du premier ministre de Travancore, Ramayyan Dalawa. Il sera agrandi par son successeur Ayyappan Marthandapilla entre 1761 et 1764,.
Les lieux furent à l'abandon et sous la propriété du département des revenus et du recensement cadastral de Travancore-Cochin, avant d'être cédés au Département d'archéologie du Kerala en 1961.

## Architecture
C'est l'un des plus beaux exemples de l'architecture du style Kerala, et une réplique du palais de Padmanabhapuram. Son aménagement fait de lui un Pathinarukettu, une des catégories de Tharavad, qui sont les grandes demeures aristocratiques du sud-ouest de l'Inde.   
Le palais de Krishnapuram a été construit sur les bases du Vastu shastra en seize bâtiments (kettu en malayalam) qui ont une ventilation et un éclairage naturels, des cours (nadumittam en malayalam) et des ouvertures Murmavedham contre les ondes négatives. L'ensemble des bâtiments totalise un nombre de vingt-deux pièces, disposés au rez-de-chaussée ou à l'étage, ainsi que de quatre cours.

## Collections
Ce musée abrite des collections de peintures, de sculptures, de bijoux, d'armes et d'inscriptions. Les collections proviennent essentiellement des fonds du département d'archéologie kéralais, constitués à partir des fouilles archéologiques et des acquisitions réalisées à travers le Kerala et d'ailleurs.

### Le Gajendra Moksham
Le Gajendra Moksham (traduisible par Salvation ou Salut de Gajendra, ou bien par Libération de Gajendra) est une fresque de 3m de long, la plus grande du Kerala, datée du début du XVIIIe siècle, alors période d'épanouissement important de l'art pictural keralais. Peinte dans le thevaramuri, la salle des offices et rites religieux (puja),, elle représente une histoire tirée du Bhagavata Purana,, le sauvetage de l'éléphant Gajendra (Seigneur des éléphants) par le dieu Vishnou.
L'élément central de la fresque est la descente de Vishnou, monté sur son vâhana Garuda, venu délivrer avec son châkrâ Gajendra, son dévot qui l'implorait de le libérer des crocs du crocodile Makara ou Huhu,.
Gajendra a été dans son incarnation précédente, le roi du pays Pandya Indradyumna, dont l'attitude irrévérencieuse face au sage Agastya lui a valu une malédiction le vouant à renaître éléphant et à ne pouvoir retrouver son identité que par l'intervention du dieu Vishnu. Ce dernier accorde à Gajendra la mukti ou moksham après l'avoir sauvé.
C'était l'un des attributs de la royauté des souverains de Travancore.

### Kayamkulam Val
Un exemplaire d'épée de Kayamkulam, type d'épée à double tranchant propre aux rajas, aux nobles et aux soldats du royaume éponyme du XVIIIe siècle.

### Le Bouddha mandapam
L'une des quatre statues du Xe siècle qui fut trouvée dans le district d'Alappuzha relevant du Bouddhisme hīnayāna.

### Une bible
Écrite en sanskrit et imprimée en 1886 à Calcutta.

## Galerie

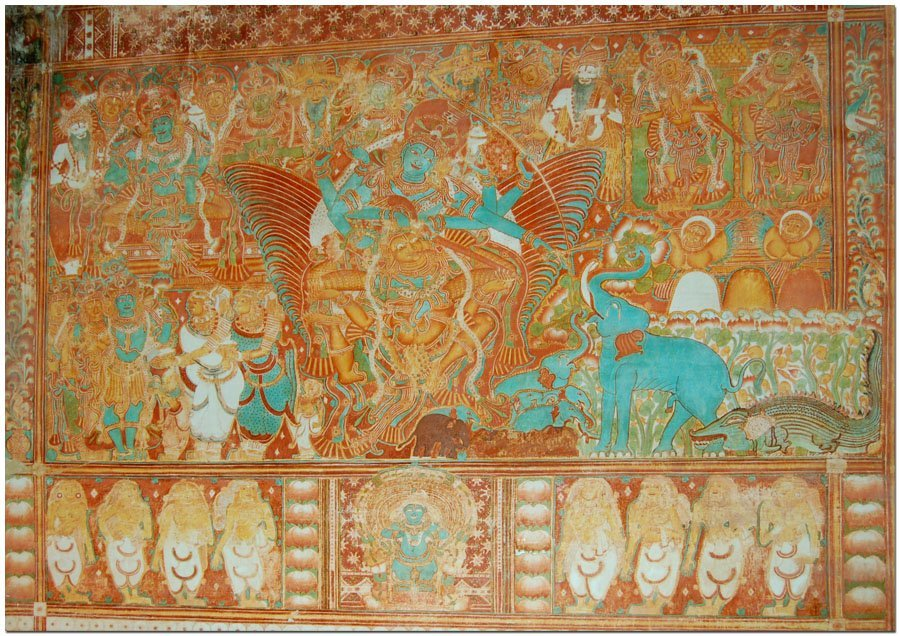
Le Gajendra Moksham.
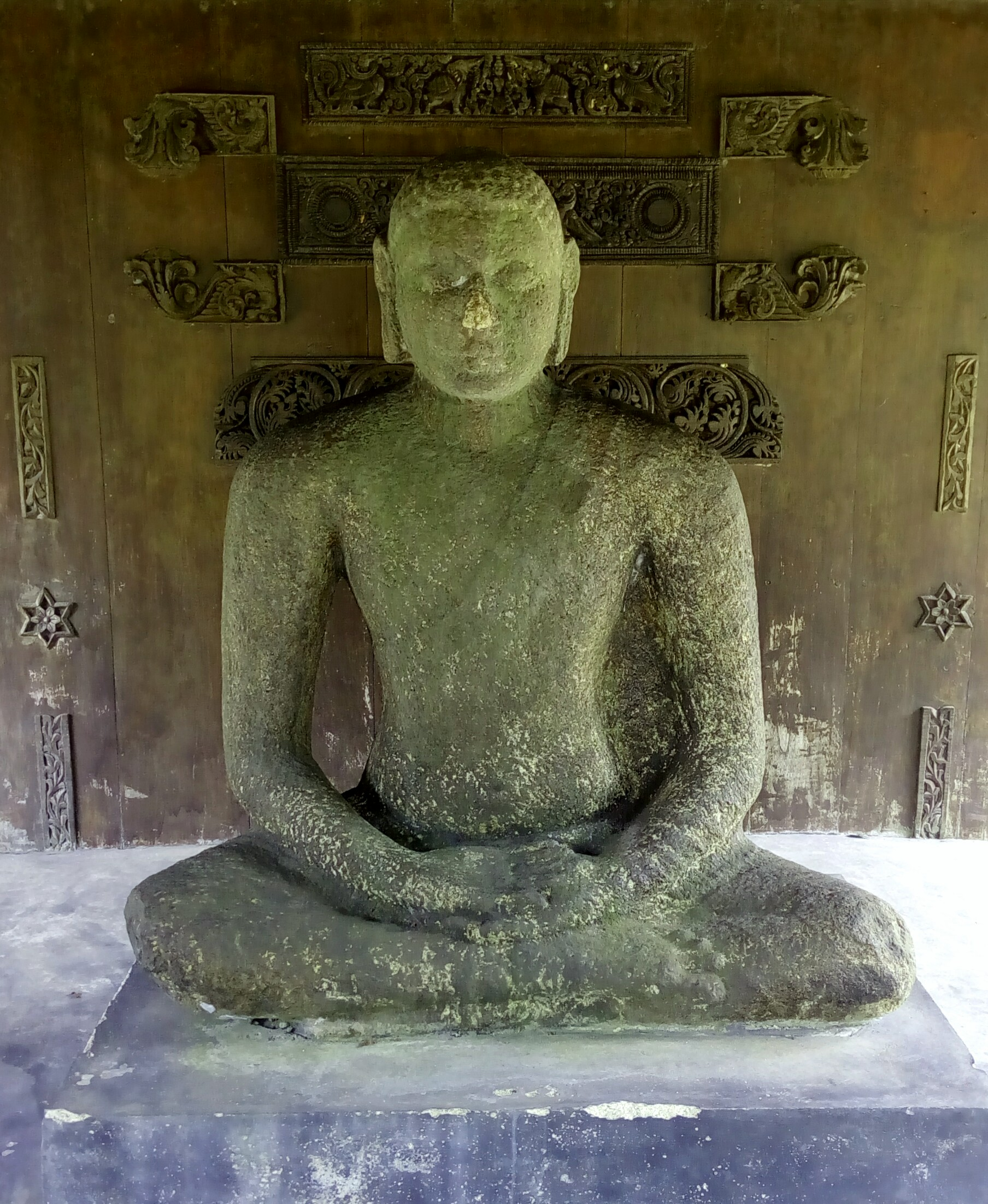
Un Bouddha daté du Xe siècle.
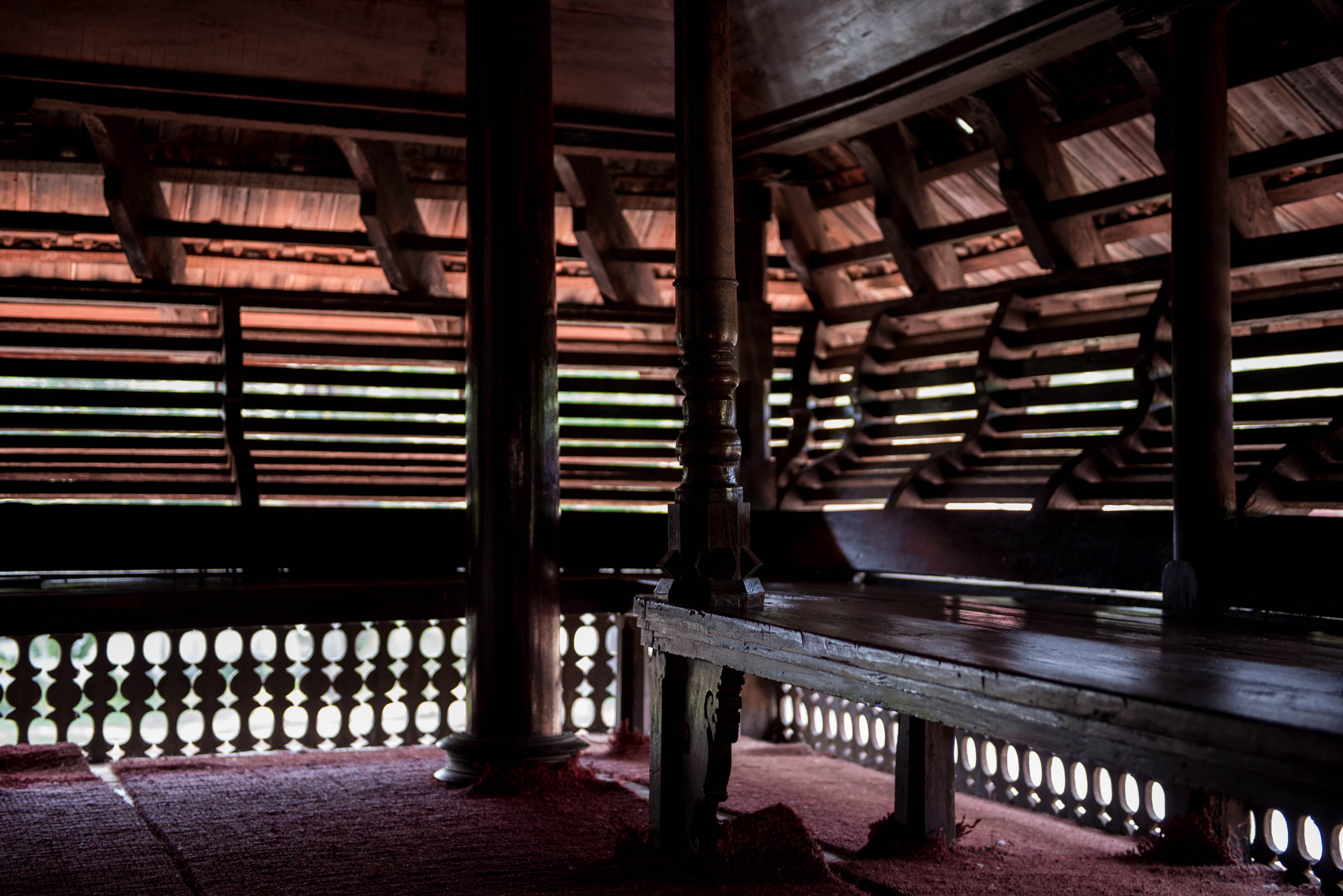
La salle d'audience royale (Darbâr).
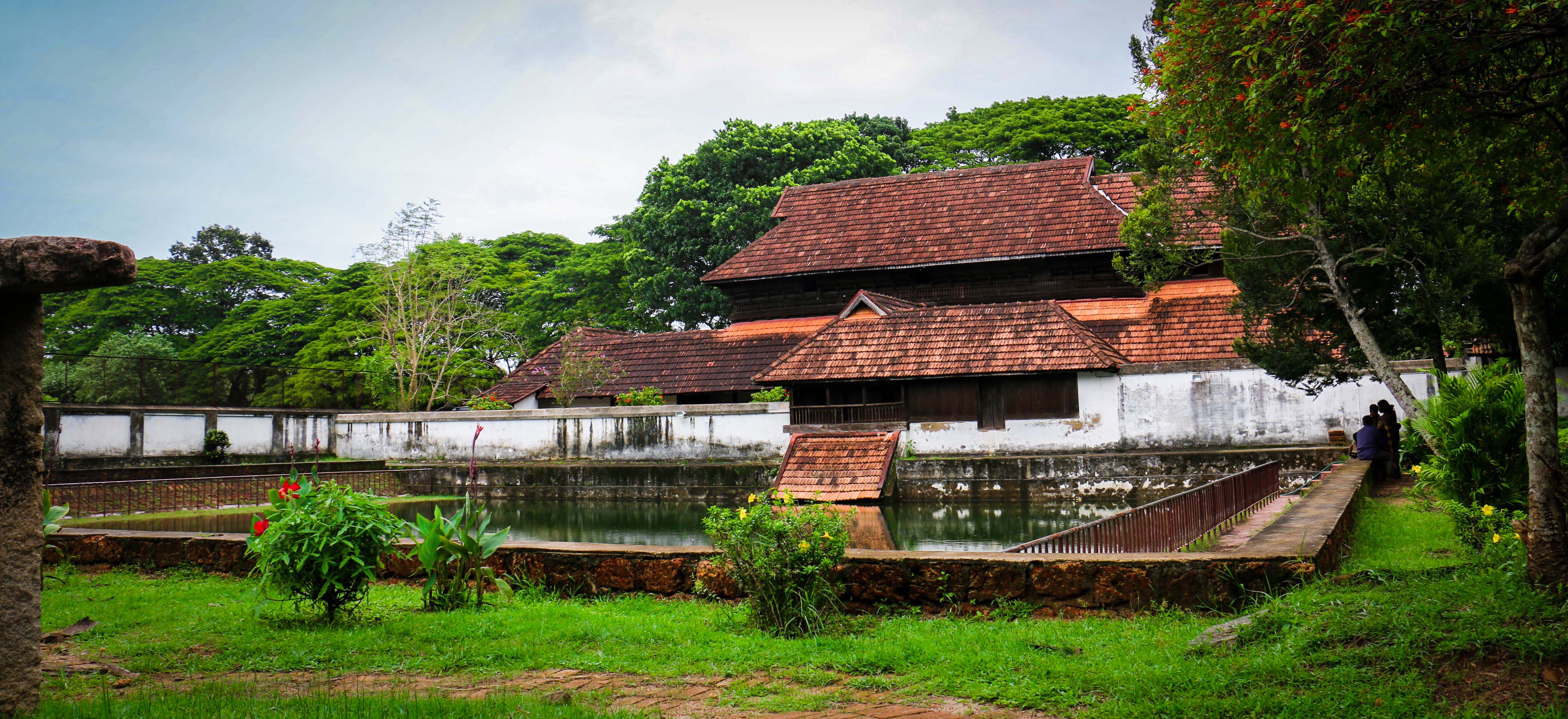
Le Palais vu depuis le bassin.
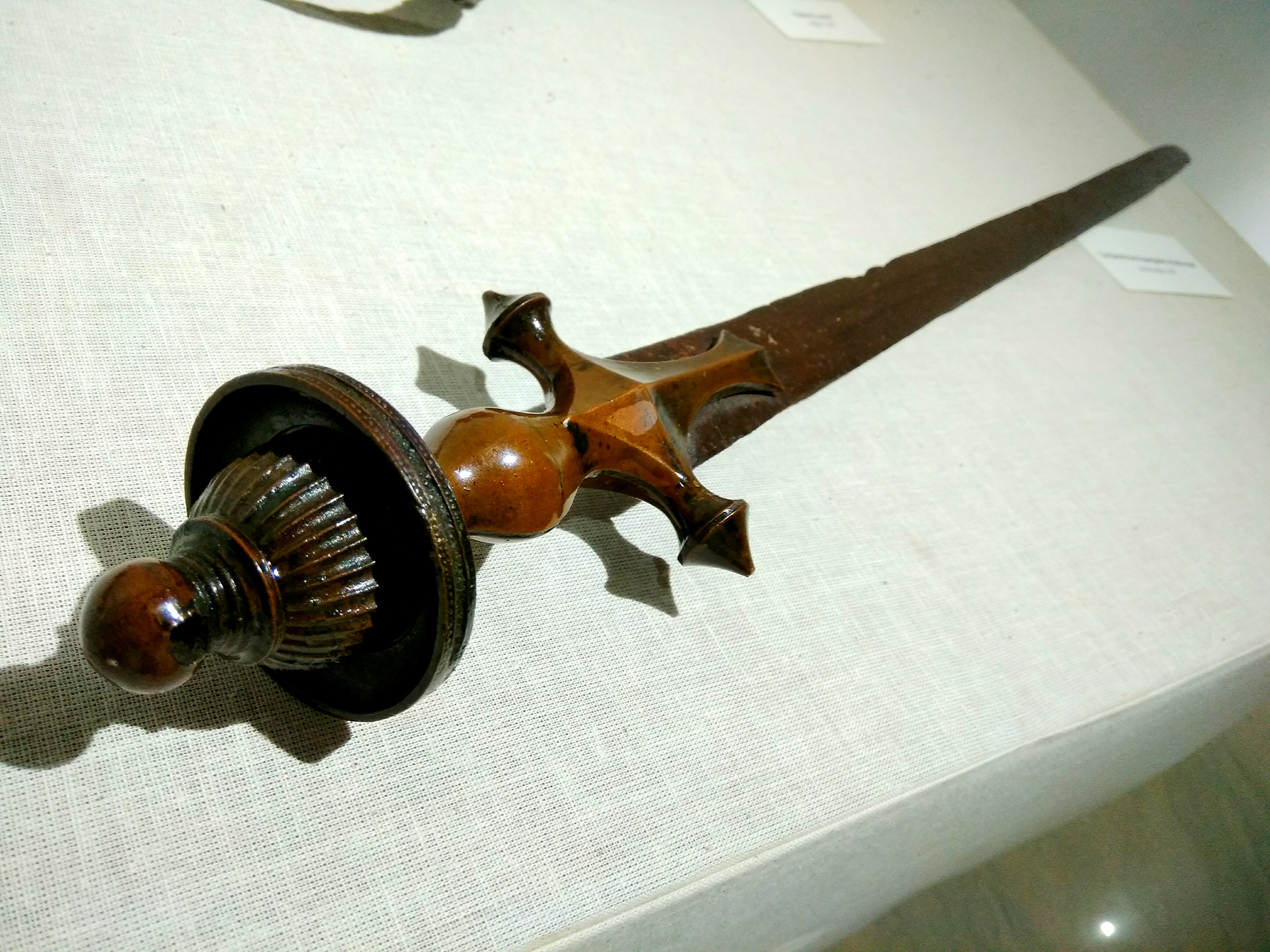
Une épée de Kayamkulam exposée.